# Svenska sadelmakare- och tapetserareförbundet
Svenska sadelmakare- och tapetserareförbundet var ett svenskt fackförbund inom Landsorganisationen (LO) som bildades 1890 och som organiserade sadelmakare och tapetserare. Under tiden 1894 till 1940 var förbundet skandinaviskt med namnet Skandinaviska sadelmakare- och tapetserareförbundet.

## Historia
- 1886 bildade tapetserarna i Stockholm yrkets första fackförening.
- 1890 hade ytterligare fackföreningar tillkommit och på en kongress beslutades om ett nationellt förbund: Svenska sadelmakare- och tapetserareförbundet. Förste ordförande blev H. Åkerman.
- 1892 bestämdes på en konferens i Malmö att, i skandinavistisk anda, bilda Skandinaviska sadelmakare- och tapetserareförbundet med medlemmar från både Danmark och Sverige. Därmed upphörde de nationella förbunden och förbundets säte blev Köpenhamn och som förste ordförande utsågs J. P. Jönsson.
- 1896 inrättades en understöds- och hjälpkassa.
- 1898 anslöt sig även avdelningarna i Stockholm och Köpenhamn samt de första från Norge.
- 1909 deltog förbundet i storstrejken.
- 1915 bildades en arbetslöshetskassa för de svenska medlemmarna.
- 1924 lämnade de norska avdelningarna förbundet som ett resultat av norska LO:s tillämpning av industriförbundsprincipen.
- 1928 avgick J. P. Jönsson efter att ha varit ordförande i 38 år. Det medförde att nationella särintressen blev mer framträdande och förbundet började falla sönder i en svensk och en dansk del.
- 1940 beslöt man på ett möte i Köpenhamn den 7 april att utlysa medlemsomröstning rörande en delning av förbundet. Den tyska ockupationen kom dock emellan och förbundets svenska del blev självständig från den 1 oktober under sitt gamla namn: Svenska sadelmakare- och tapetserareförbundet.
- 1950 hade förbundet 78 avdelningar med 5836 medlemmar.
- 1962 upphörde förbundet och de 4000 tapetserarna överfördes till Svenska träindustriarbetareförbundet och de 1100 sadelmakarna till Sko- och läderarbetarnas förbund.